# Igreja de São Bartolomeu (Campelo)

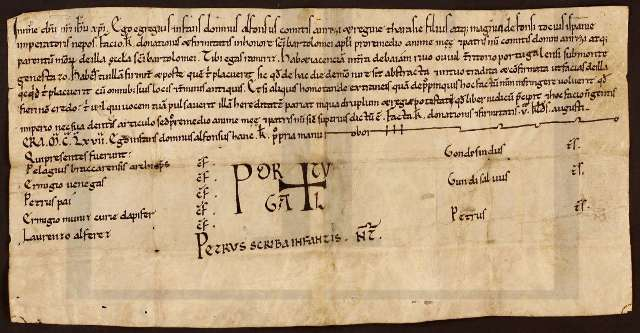
Carta de doação da Igreja de São Bartolomeu de Campelo

A Igreja de São Bartolomeu de Campelo fica situada em Campelo, na atual freguesia de Campelo e Ovil, no Município de Baião.
É uma igreja portuguesa e a sua atual construção data do século XVII. Está ligada à História de Portugal, sendo que foi numa carta de doação desta igreja por D. Afonso Henriques, que apareceu pela primeira vez o nome de Portugal como um símbolo heráldico.[carece de fontes?]